# Дујке
Дујке је насеље у Србији у општини Сјеница у Златиборском округу. Према попису из 2022. било је 203 становника (према попису из 1991. било је 236 становника).

## Демографија
У насељу Дујке живи 116 пунолетних становника, а просечна старост становништва износи 36,8 година (35,9 код мушкараца и 37,8 код жена). У насељу има 34 домаћинства, а просечан број чланова по домаћинству је 4,47.
Ово насеље је великим делом насељено Бошњацима (према попису из 2002. године), а у последња три пописа, примећен је пад у броју становника.
|  |

| Демографија | Демографија | Демографија |
| Година      | Становника  | Становника  |
| ----------- | ----------- | ----------- |
| 1948.       | 483         |             |
| 1953.       | 547         |             |
| 1961.       | 612         |             |
| 1971.       | 443         |             |
| 1981.       | 338         |             |
| 1991.       | 236         | 236         |
| 2002.       | 152         | 180         |

| Етнички састав према попису из 2002.‍ | Етнички састав према попису из 2002.‍ | Етнички састав према попису из 2002.‍ | Етнички састав према попису из 2002.‍ | Етнички састав према попису из 2002.‍ |
| ------------------------------------ | ------------------------------------ | ------------------------------------ | ------------------------------------ | ------------------------------------ |
|                                      |                                      |                                      |                                      |                                      |
| Бошњаци                              | Бошњаци                              |                                      | 137                                  | 90,13%                               |
| Срби                                 | Срби                                 |                                      | 15                                   | 9,86%                                |
| непознато                            | непознато                            |                                      | 0                                    | 0,0%                                 |

| Година пописа     | 1948. | 1953. | 1961. | 1971. | 1981. | 1991. | 2002. |
| ----------------- | ----- | ----- | ----- | ----- | ----- | ----- | ----- |
| Број домаћинстава | 75    | 78    | 92    | 71    | 55    | 48    | 34    |

| Број чланова      | 1 | 2 | 3 | 4 | 5 | 6 | 7 | 8 | 9 | 10 и више | Просек |
| ----------------- | - | - | - | - | - | - | - | - | - | --------- | ------ |
| Број домаћинстава | 2 | 4 | 9 | 4 | 3 | 5 | 5 | 0 | 1 | 1         | 4,47   |

| Пол    | Укупно | Неожењен/Неудата | Ожењен/Удата | Удовац/Удовица | Разведен/Разведена | Непознато |
| ------ | ------ | ---------------- | ------------ | -------------- | ------------------ | --------- |
| Мушки  | 57     | 20               | 36           | 1              | 0                  | 0         |
| Женски | 64     | 23               | 40           | 1              | 0                  | 0         |
| УКУПНО | 121    | 43               | 76           | 2              | 0                  | 0         |

| Пол    | Укупно                    | Пољопривреда, лов и шумарство | Рибарство                            | Вађење руде и камена | Прерађивачка индустрија       |
| ------ | ------------------------- | ----------------------------- | ------------------------------------ | -------------------- | ----------------------------- |
| Мушки  | 41                        | 35                            | 0                                    | 0                    | 0                             |
| Женски | 41                        | 26                            | 0                                    | 0                    | 1                             |
| УКУПНО | 82                        | 61                            | 0                                    | 0                    | 1                             |
| Пол    | Производња и снабдевање   | Грађевинарство                | Трговина                             | Хотели и ресторани   | Саобраћај, складиштење и везе |
| Мушки  | 0                         | 0                             | 2                                    | 0                    | 0                             |
| Женски | 0                         | 0                             | 0                                    | 0                    | 0                             |
| УКУПНО | 0                         | 0                             | 2                                    | 0                    | 0                             |
| Пол    | Финансијско посредовање   | Некретнине                    | Државна управа и одбрана             | Образовање           | Здравствени и социјални рад   |
| Мушки  | 0                         | 0                             | 0                                    | 0                    | 0                             |
| Женски | 0                         | 0                             | 0                                    | 0                    | 0                             |
| УКУПНО | 0                         | 0                             | 0                                    | 0                    | 0                             |
| Пол    | Остале услужне активности | Приватна домаћинства          | Екстериторијалне организације и тела | Непознато            | Непознато                     |
| Мушки  | 0                         | 0                             | 0                                    | 4                    | 4                             |
| Женски | 0                         | 0                             | 0                                    | 14                   | 14                            |
| УКУПНО | 0                         | 0                             | 0                                    | 18                   | 18                            |